# Història contemporània de Catalunya
La història Contemporània de Catalunya s'inicia el segle xix amb la Guerra del Francès (1808-1814). A nivell institucional és una fita destacada la construcció de l'estat liberal a Espanya i la consegüent crisi del sistema d'Antic Règim. En l'àmbit econòmic, Catalunya, a diferència de la resta de l'Estat, exceptuant el País Basc, realitza de forma sorprenent la Revolució Industrial de Catalunya durant el segle xix. A nivell cultural neix la Renaixença catalana, és un moviment cultural català del segle xix. El seu nom sorgeix de la voluntat de fer renéixer el català com a llengua literària i de cultura després de segles de diglòssia respecte al castellà (període anomenat genèricament Decadència). En l'àmbit polític, el segle xix, veu aparèixer una nova força ideològica: el naixement del catalanisme polític.

## Guerra del Francès
La Guerra del Francès, pels catalans, o la Campanya d'Espanya, pels francesos, o la Guerra de la Independència Espanyola, pels espanyols, o la Guerra Peninsular, pels portuguesos i els anglosaxons, fou un conflicte bèl·lic entre Espanya i el Primer Imperi Francès que s'inicià el 1808 amb l'entrada de les tropes napoleòniques, i que conclogué el 1814, amb el retorn de Ferran VII d'Espanya al poder. En l'anàlisi dels fets militars, no es pot parlar d'un enfrontament entre els exèrcits francès i espanyol, sinó que es manifesta majoritàriament en una guerra de guerrilles, en una dimensió desconeguda fins al moment.

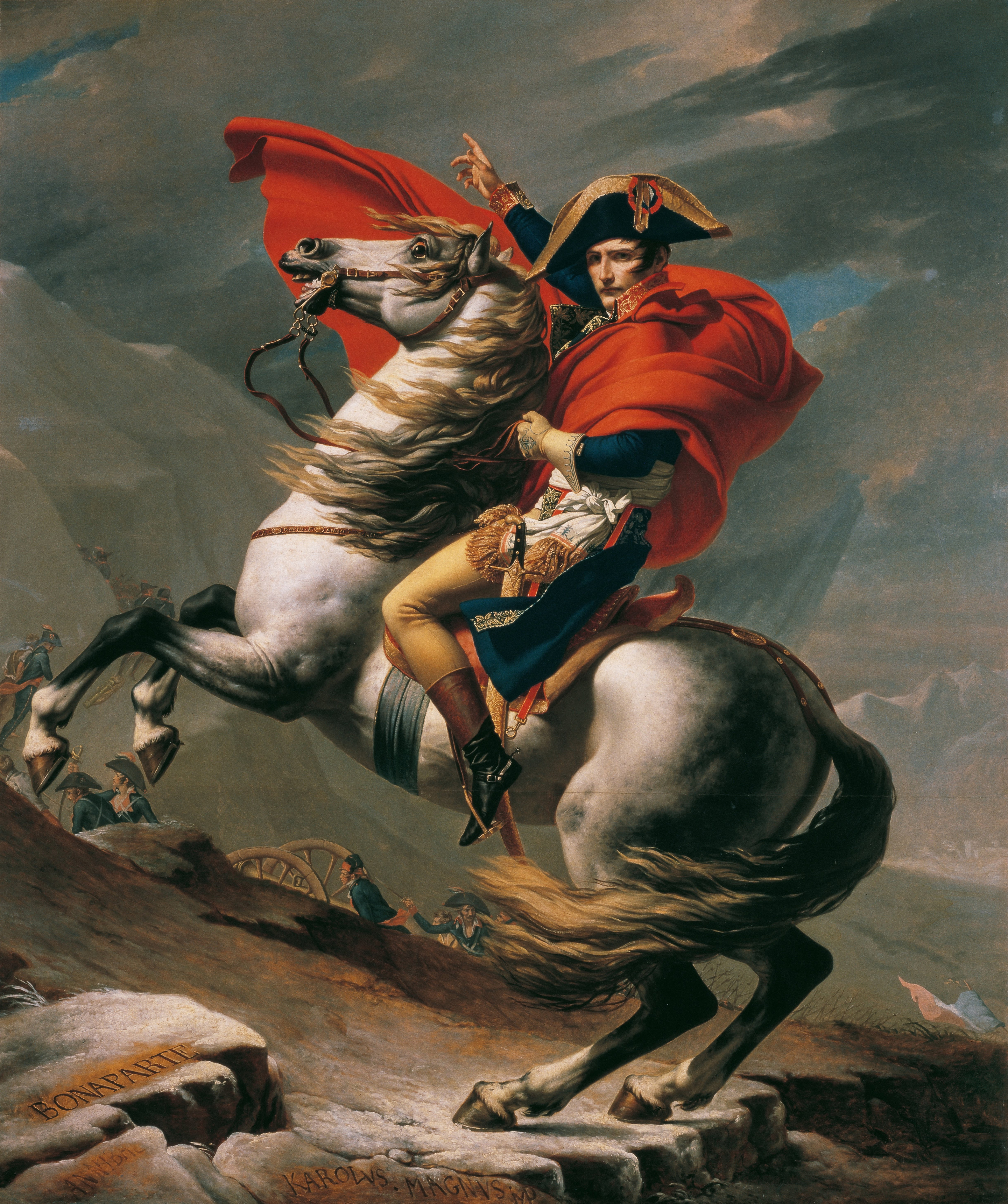
Napoleó creuant els Alps (1801), de Jacques-Louis David, al Museu nacional de Château de Malmaison.

Les primeres tropes franceses entren a Espanya per Catalunya el 10 de febrer de 1808, comandades pel general Guillaume Philibert Duhesme. Posteriorment entrarien les tropes de Joseph Chabran, que ocupen el Castell de Sant Ferran de Figueres, Honoré Charles Reille i Laurent Gouvion Saint-Cyr. El 13 de febrer de 1808, les tropes de Duhesme i Giuseppe Lechi entren a Barcelona, amb 5.427 homes i 1.830 cavalls. Teòricament havien de romandre tres dies a la ciutat, fent parada de camí a la seva destinació final, Cadis però el 29 de febrer els francesos ocupaven per sorpresa la Ciutadella i el Castell de Montjuïc. L'abril de 1808 Napoleó després d'aconseguir l'abdicació de Carles IV i Ferran VII a Baiona, va nomenar rei el seu germà Josep I Bonaparte.
Arreu de Catalunya començaren enfrontaments locals: crema de paper segellat a Manresa, o la constitució de la Junta de Govern i Defensa a Lleida. El 6 i 14 de juny es donen els primers incidents bèl·lics importants a la batalla del Bruc, primeres victòries sobre els exèrcits napoleònics. Les tropes franceses són derrotades a la batalla de Bailén el juliol i inicien el Bloqueig de Barcelona, que és respost per les forces de Laurent Gouvion Saint-Cyr que es trobaven a l'Empordà per prendre Girona, fracassant en dues ocasions, el juny i juliol, i derroten les tropes de Joan Miquel de Vives i Feliu a la batalla de Llinars i entren a la capital de Catalunya el 17 de desembre de 1808. Amb el front estabilitzat fins a la batalla de Valls, el 25 de febrer de 1809, la derrota espanyola permet que el 26 de febrer les tropes franceses entrin a Reus, i la mort de Teodoro Reding feu que Antonio Malet de Coupigny prengués el comandament de l'exèrcit espanyol a Catalunya interinament. Immediatament després, Girona, la defensa de la qual fou dirigida pel general Àlvarez de Castro, assetjada per Saint-Cyr entre maig i desembre de 1809. El 10 de desembre Girona capitulava davant el nou cap de les tropes franceses, el mariscal Charles Pierre François Augereau, duc de Castiglione.

El Primer Imperi Francès en blau fosc, i els seus estats satèl·lit (1811)

L'abril de 1810, s'inicia el setge de Lleida, defensada pel general Juan Garcia Conde i amb el suport de les divisions del general O'Donnell. Aquell any, l'activitat guerrillera comença a prendre força importància. El gener de 1811 es pren Tortosa. A finals de Juny de 1811, cau Tarragona, després d'un setge terrible i que el marquès de Campoverde abandonés la ciutat amb l'excusa d'anar a cercar més tropes per defensar la ciutat, ordre que popularment es creu mai es va donar, pel que assumeix el comandament el general Juan Senén de Contreras, que esperava l'arribada per mar dels reforços del Coronel britànic John Skerret, però en arribar aquest, per covardia, es va negar a intervenir en veure la situació de la plaça, i els francesos reconquereixen el 19 d'agost (diada de Sant Magí a Tarragona) el Castell de Sant Ferran, que el terç dels Miquelets havia pres l'11 d'abril. A finals de 1811 es pot considerar que Catalunya és totalment ocupada pels francesos. A inicis de 1812, es procedeix a l'annexió de Catalunya dins l'imperi napoleònic, dividida administrativament en els departaments del Ter, de Montserrat, del Segre i de l'Ebre.
A mitjans de 1812 el decurs dels esdeveniments militars són desfavorables als francesos. A escala europea, Napoleó pateix fortes derrotes a Rússia, i Wellington al comandament de les tropes aliades (espanyoles, angleses i portugueses) comença a obtenir victòries a la península, concretament amb la victòria a la batalla dels Arapiles (Salamanca) que va marcar l'inici de la retirada francesa. Les Corts de Cadis van proclamar el 19 de març de 1812 la Constitució Espanyola de 1812, de caràcter liberal. El general Luis de Lacy és designat per la regència nou capità general de Catalunya, i les Corts reemplacen Lacy per Copons el febrer de 1813. A Catalunya, les tropes de Louis-Gabriel Suchet, vingudes des de València, restarien fins al final del conflicte. Es mantindria a Barcelona i marxaria ordenadament cap a França instal·lant-se primer a Girona i després a la línia del riu Fluvià. El general Habert va mantenir el domini de Barcelona fins després de la caiguda de Napoleó. Finalment, el 28 de maig de 1814, Barcelona és deslliurada dels francesos. Catalunya és la zona de la península ocupada més temps, però sense estar-ho mai del tot. Les tropes franceses dominaven viles i ciutats, però no les zones rurals, cosa que fou un constant desgast per les tropes napoleòniques. Al retorn de Ferran VII, un grup de diputats absolutistes li van presentar el Manifest dels Perses, en què li aconsellaven la restitució del sistema absolutista i la derogació de la Constitució elaborada a les Corts de Cadis el 1812.

### Departaments de Catalunya
Per decret de Napoleó de 26 de gener de 1812 fins al final de la guerra el maig de 1814, Catalunya va quedar incorporat a l'Imperi francès. Es va dividir el territori en quatre departaments a la francesa:
- Departament del Ter, capital Girona.
- Departament del Segre, capital Puigcerdà. Inclòs el Principat d'Andorra i exclosa la Vall d'Aran incorporada al departament de l'Alta Garona.
- Departament de Montserrat, capital Barcelona.
- Departament de les Boques de l'Ebre, capital Lleida. Inclosos els municipis de Fraga i Mequinensa.

## Construcció de l'estat liberal a Espanya

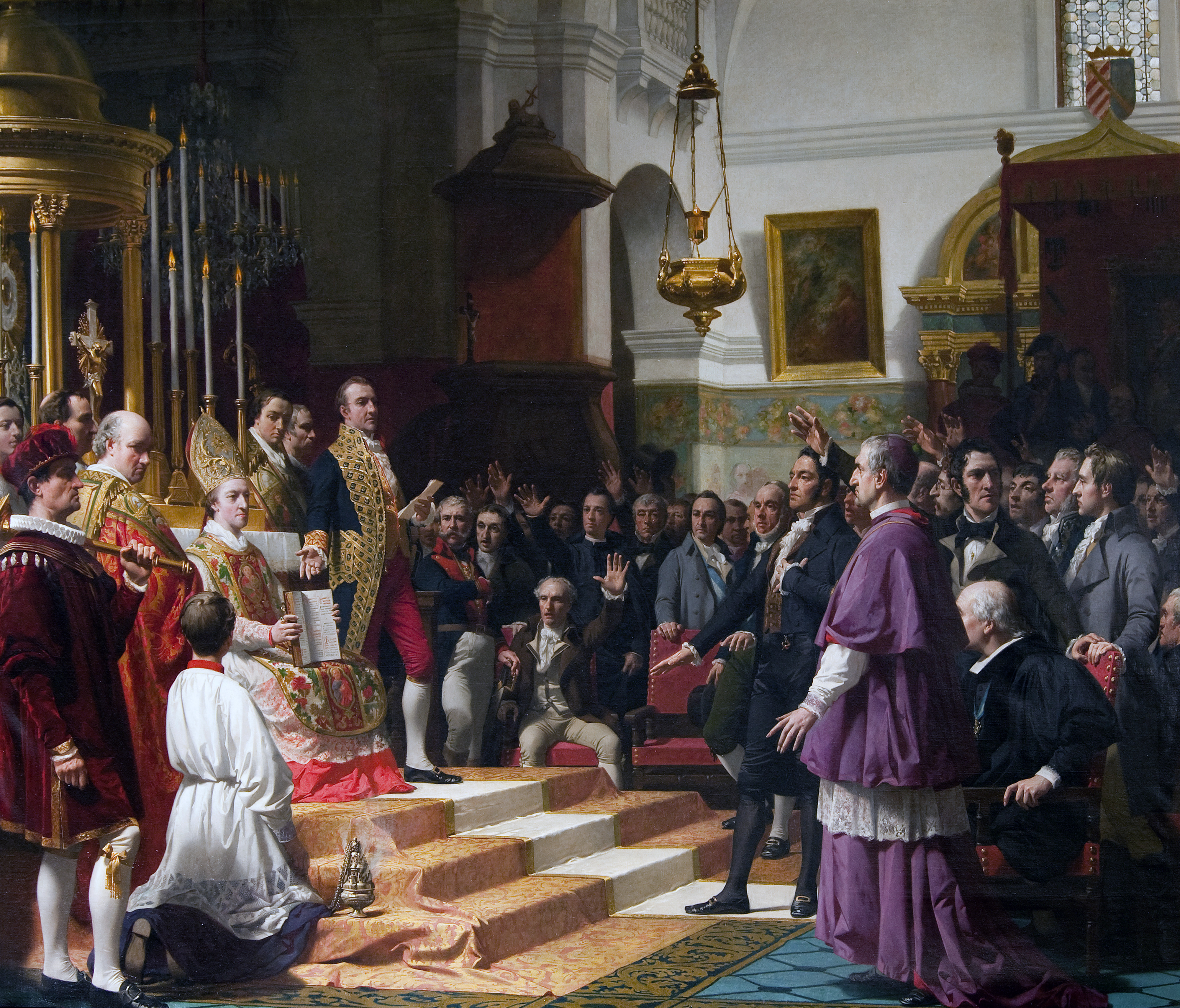
Junta Suprema de les Corts de Càdis.

La construcció de l'estat liberal a Espanya va començar a partir de la mort, el 1833, de Ferran VII, monarca absolutista. Aquest arribarà fins a la Revolució de 1868. Es narra, doncs, el complex i imperfecte procés de modernització de les estructures socials i de la transformació de l'Estat espanyol en un sentit liberal i constitucionalista. Les condicions institucionals pròpies d'una economia de mercat moderna van quedar finalment establertes, superant-se, doncs, la societat d'Antic Règim.

### La incidència de les guerres revolucionàries
Des de l'inici de la Revolució Francesa, l'any 1789, es van commoure les estructures del país veí i les mentalitats tradicionals del continent, un gran nombre de refugiats francesos - aristòcrates i jerarquies eclesiàstiques, burgesos i menestrals -, però també d'agents revolucionaris, es van instal·lar a Catalunya i van contribuir, de manera directa o indirecta, a accelerar les tendències socials i polítiques ja existents de crítica al sistema senyorial feudal.
L'any 1793 va començar, de debò, la implicació directa de Catalunya en el cicle revolucionari car la guerra contra la Convenció Francesa - la Guerra Gran -, iniciada amb la invasió del Rosselló per les tropes del general Ricardos, va durar dos anys i va encetar un llarg interval de conflictes a la frontera, o al mar, i també al territori català mateix. La Guerra Gran va produir pèrdues humanes, danys a les propietats i a les collites, sobretot a les zones més properes a la frontera, i un augment de la pressió fiscal a causa de les noves contribucions de defensa.
La pau de Basilea l'any 1795 no va durar gaire temps. Després de la signatura del tractat de San Ildefonso l'any 1796, dues noves guerres, ara en aliança amb França i contra Anglaterra, van ocupar els períodes 1796-1802 i 1804-1808.
El 1808 començava la Guerra del Francès que no va finalitzar fins a l'any 1814.
Entrat el segle xix, les dificultats per al manteniment de l'ordre tradicional van augmentar. A l'esgotament endogen del sistema tradicional, després d'un prolongat període d'expansió, se li sumava la creixent resistència pagesa a l'acceptació dels mecanismes de transferència de renda cap als senyors i els efectes desequilibrants produïts per la implicació catalana i espanyola al cicle de les guerres revolucionàries.

### La crisi de la monarquia absoluta
L'economia catalana havia estat seriosament afectada per les guerres del final del segle xviii i el principi del XIX car aquestes produeixen despeses extraordinàries immenses sense increments proporcionals a la tributació ordinària, i deprimeixen l'activitat econòmica i, per tant, motiven la caiguda de la recaptació. Els desequilibris es fan molt grans i l'Estat ha de recórrer a l'endeutament massiu. El període de guerres que es va iniciar a Espanya el 1793 va presentar una situació d'aquesta naturalesa, agreujada per la mateixa continuïtat dels conflictes.
Així, de l'any 1793 al 1807, la despesa anual de l'Estat es va duplicar, mentre que els ingressos interiors es van mantenir estables i l'augment de les transferències dels territoris americans de l'Imperi no va aconseguir assolir els equilibris perduts. La traducció més patent va ser l'emissió massiva de vales reals -a mig camí entre diner fiduciari i títols del deute-, que es van depreciar ràpidament, i l'endeutament.

### L'Estat liberal i la instauració del capitalisme
L'entrada dels exèrcits francesos l'any 1808 i la guerra fins a la victòria i el retorn del rei Ferran VII van constituir un potent accelerador històric.
A més del seu caràcter anti-napoleònic, la Guerra del Francès contenia implícitament, i sovint explícitament, un autèntic aixecament contra la monarquia borbònica i l'administració que havien acceptat la presència dels invasors. Va donar lloc, així mateix, a l'assumpció popular de la sobirania i a la creació de tot un Estat antifrancès però, alhora, contrari al sistema imperant.
Ben aviat es formava una Junta Central i després la Regència. Les Corts, reunides l'any 1810, van procedir a definir noves estructures polítiques i a redactar la primera Constitució de l'Estat espanyol, l'any 1812.

### La mobilització de la terra

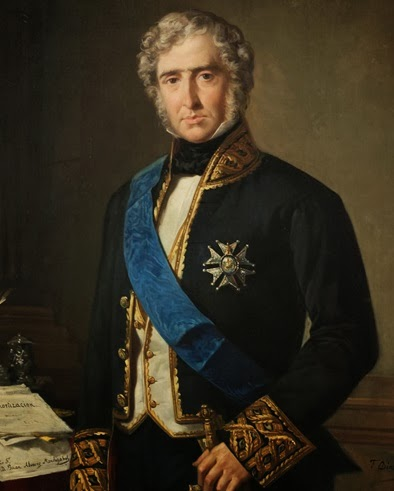
Juan Álvarez Mendizábal.

Un darrer conjunt de mesures va produir la desamortització de les terres de l'Església. Des del 1820 i fins al 1823 va tenir lloc una àmplia operació de confiscació i venda en subhasta pública de les terres de l'Església, una gran part de les quals va passar a particulars. Perdudes arran del restabliment de l'absolutisme, les finques van tornar als antics compradors el 1835 amb la definitiva instauració del règim liberal. Les vendes es van reprendre després de les noves mesures desamortitzadores de Juan Álvarez Mendizábal el 1836 i el 1837.
Aquesta gran mobilització de la riquesa rústica, des de les antigues "mans mortes" a les "mans vives" dels compradors particulars, la va acompanyar l'aplicació de nous criteris de gestió més racionals. De tota manera, també la propietat eclesiàstica a Catalunya resultava inferior a la de molts altres territoris espanyols. Les diòcesis catalanes, per exemple, tenien rendes modestes, excepte les de Tarragona, Barcelona i Lleida, que tampoc no eren comparables a les castellanes. La comparació amb la resta d'Espanya confirma la migrada transcendència de la desamortització a Catalunya on el conjunt de les terres afectades per les desamortitzacions no arribava al 5% del valor atribuït a la totalitat de les de l'Estat espanyol. La desamortització eclesiàstica va contribuir, al costat de la desvinculació, a fer efectiva una àmplia mobilització de la terra i al desenvolupament de les relacions mercantils a l'agricultura. Però a Catalunya només va afectar un nombre limitat de propietats i va consolidar el domini dels camperols. Les lleis liberals facilitarien als emfiteutes la plena i absoluta propietat mitjançant la redempció dels censos, reduïts a quantitats molt petites pel pas del temps i la pèrdua de valor de la moneda.
En altres modalitats de cessió de la terra, com la del contracte de rabassa morta per a la plantació de vinya, també era molt gran l'estabilitat de l'establiment agrari. En aquest darrer cas, però, les lleis del període liberal van tendir a impedir la perpetuïtat dels drets dels camperols.

## Carlisme

La senyera tradicional carlina

El carlisme va ser un moviment polític ultraconservador a Espanya, que pretenia d'establir una branca alternativa dels Borbons al tron d'Espanya.
Ideològicament, el carlisme és tradicional, anti-"liberal" i reaccionari. Va néixer el 1833 i el seu lema de Déu-Pàtria-Furs-Rei, avui ho reflecteixen i actualitzen com Federalisme/Confederació-Socialisme-Autogestió. El seu suport social provenia tradicionalment de les àrees rurals, atès que molts pagesos veien amenaçada la seva forma tradicional de viure amb l'entrada dels principis econòmics liberals al camp, a causa de les successives desamortitzacions i també dels constants atacs per a privar-los dels Comunals. El suport del baix clergat al primer moviment carlí també fou considerable, per la seva defensa d'un catolicisme militant, atès que l'Església llavors no admetia la llibertat de culte, així com tampoc la laïcitat de l'Estat.

## Guerres Carlines

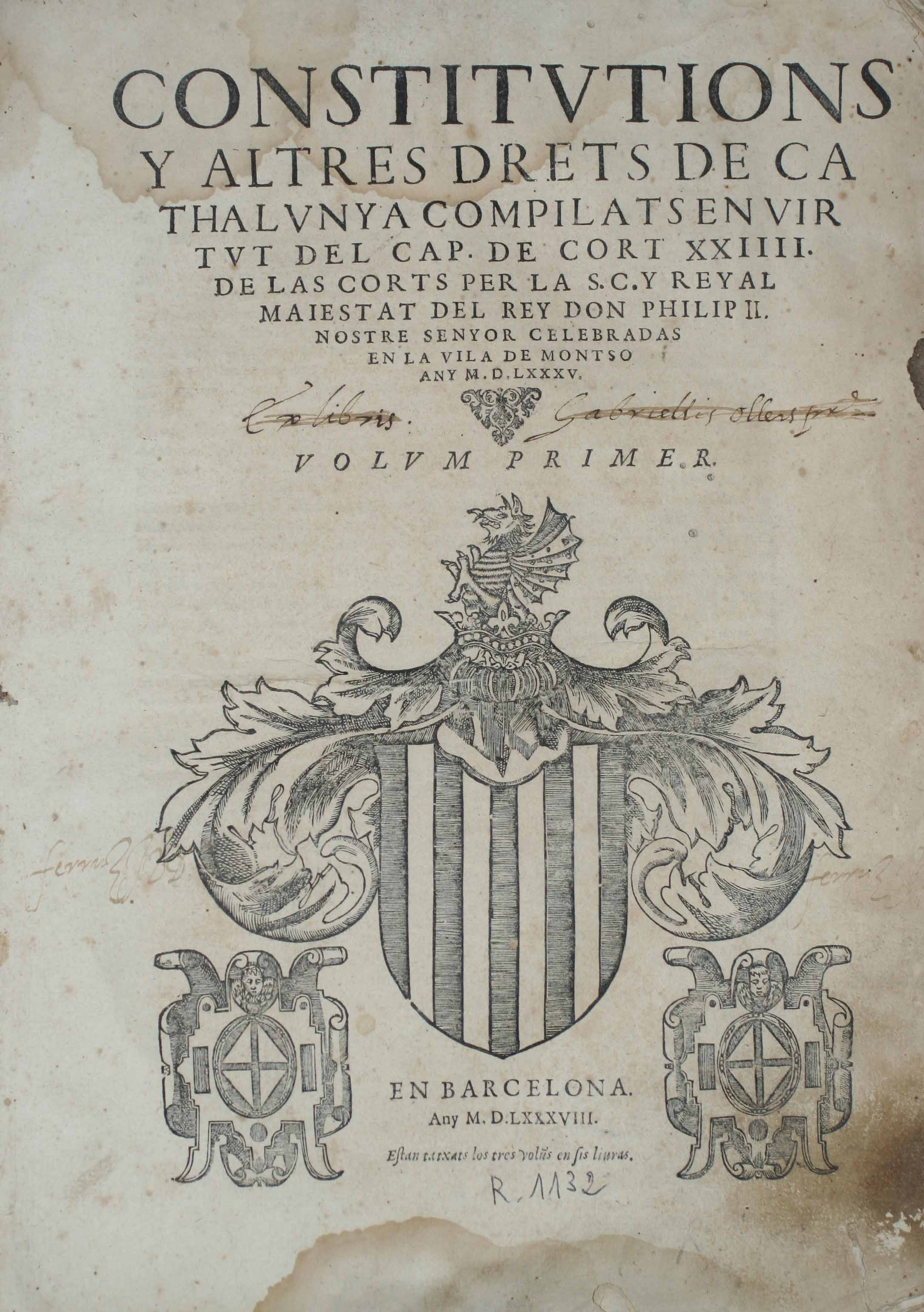
Constitucions de Catalunya de 1585

Les Guerres Carlines (dites també popularment en català carlinades) foren tres guerres que tingueren lloc a Espanya al segle xix. Foren l'origen del moviment polític carlí.
Durant el Trienni Liberal (1820-23), els sectors absolutistes van organitzar les partides reialistes, que van disposar d'un ampli suport a les comarques interiors de Catalunya. La insurrecció va reprendre amb la Guerra dels Malcontents (1827).
- La Primera Guerra Carlina (1833-1839) es va iniciar a la mort de Ferran VII. Aquest conflicte va enfrontar els carlins, partidaris dels drets dinàstics de Carles Maria Isidre, germà del monarca difunt, i els isabelins o cristins, defensors dels drets de la seva filla Isabel II, com a resultat de la proclamació de la Pragmàtica Sanció (1830), que havia abolit la llei sàlica dels Borbons, segons la qual la successió havia de ser sempre masculina.

- La Segona Guerra Carlina (1846-1849), va tenir lloc a Catalunya, on es va anomenar també Guerra dels Matiners.

- El Desembarcament carlí de Sant Carles de la Ràpita o Ortegada, l'intent de cop d'estat protagonitzat per Jaime Ortega el 1860.

- Durant la Tercera Guerra Carlina (1872-1876), les forces carlistes van arribar a ocupar algunes ciutats de la Catalunya interior. Isabel II d'Espanya era a l'exili i el rei Amadeu I d'Espanya, monarca des del 1871, no era gaire popular. Carles VII, net de Carles Maria Isidre de Borbó, va prometre a catalans, valencians i aragonesos el retorn dels furs i les constitucions que havia abolit Felip V.

## Sexenni democràtic

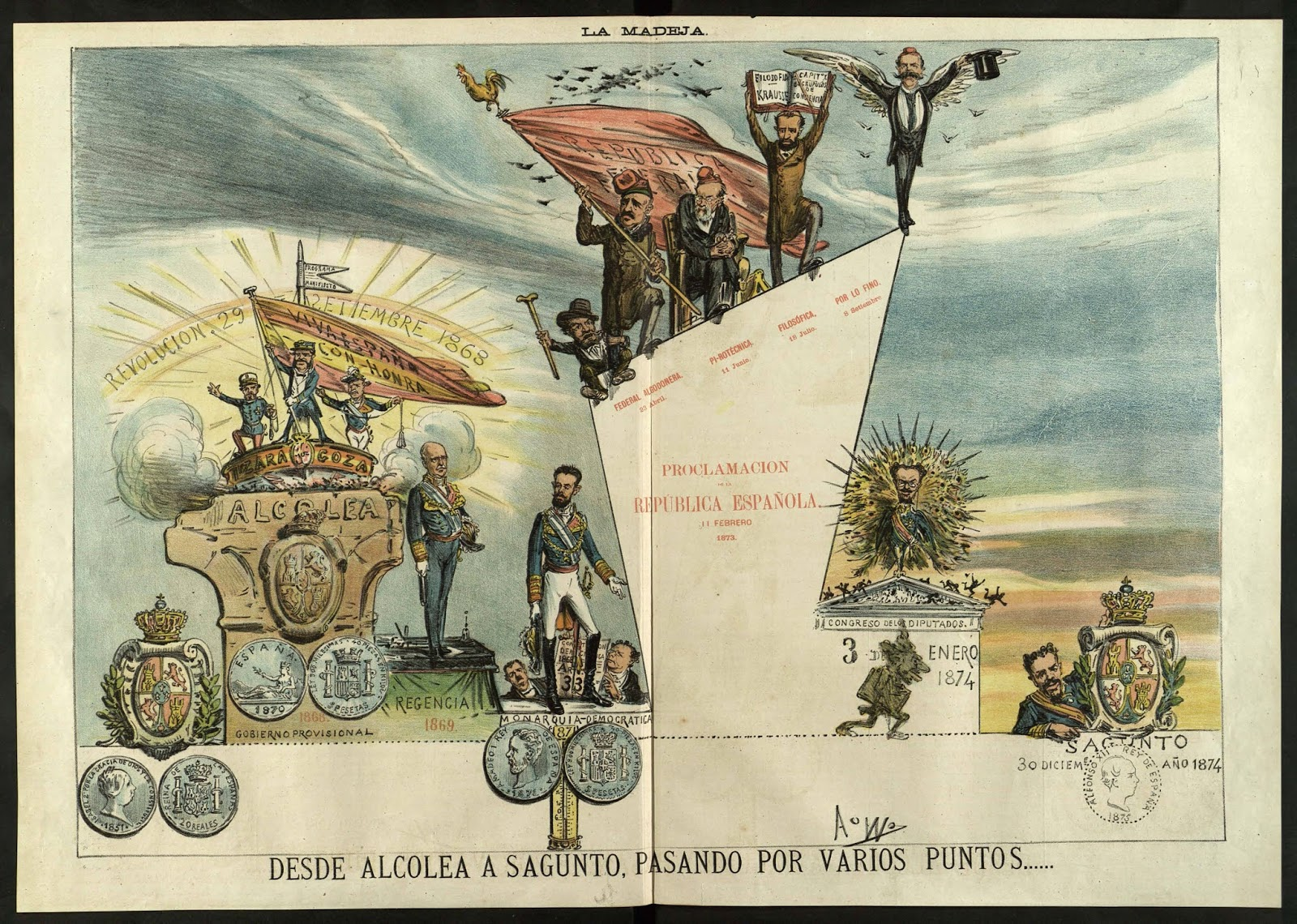
Caricatura respecte a les etapes del Sexenni Democràtic publicat a la revista barcelonina La Flaca amb la capçalera de “La Madeja”, el 1874.

El Sexenni Democràtic o Sexenni Revolucionari és un període històric del Regne constitucional d'Espanya comprès entre la Revolució de 1868 que suposà la fi del regnat d'Isabel II d'Espanya i la restauració de la dinastia borbònica el Gener del 1875. Aquesta etapa de la història espanyola es pot considerar un fet homòleg a la Primavera dels Pobles que visqueren les nacions europees; arribada, com molts altres fets o corrents, amb un cert retard a la península.

### Els inicis

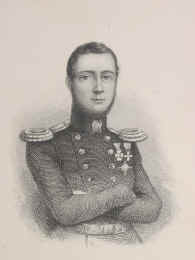
Gravat del general Prim

L'any 1866, tot un conjunt d'opositors al règim monàrquic d'Isabel II acordaren l'anomenat Tractat d'Oostende, tractat amb el qual pretenien posar fi a la dinastia borbònica així com amb el seu contemporani govern corrupte de Narváez. Com a resultat d'aquest pacte, al setembre de 1868, a Cadis, s'inicià la coneguda Revolució de 1868, també dita "La Gloriosa". A part de ser un aixecament militar liderat per Joan Prim i Francisco Serrano, cal tenir present el suport de la població, car en molts pobles la ciutadania ocupà els carrers amb el crit de "Morin els Borbons". Havent triomfat l'aixecament i després de la redacció de la Constitució de 1869, la Constitució més liberal del segle xix, de seguida sorgí el problema d'en quina figura havia de recaure la monarquia espanyola. Finalment Amadeu de Savoia, membre de la família reial italiana que havia dut a terme la reunificació del seu Estat, fou elegit com a nou monarca constitucional -és a dir, rei que regna, però que no governa- l'any 1871. No obstant això, el regnat d'Amadeu I durà fins al 1873, moment en què abdicà en vistes de la manca de suport dels diferents partits polítics, de les sublevacions populars decebudes, a més de la tercera guerra carlina la qual havia estat detonada per la seva elecció com a rei en comptes del pretendent carlí.

## Joan Prim i Amadeu de Savoia

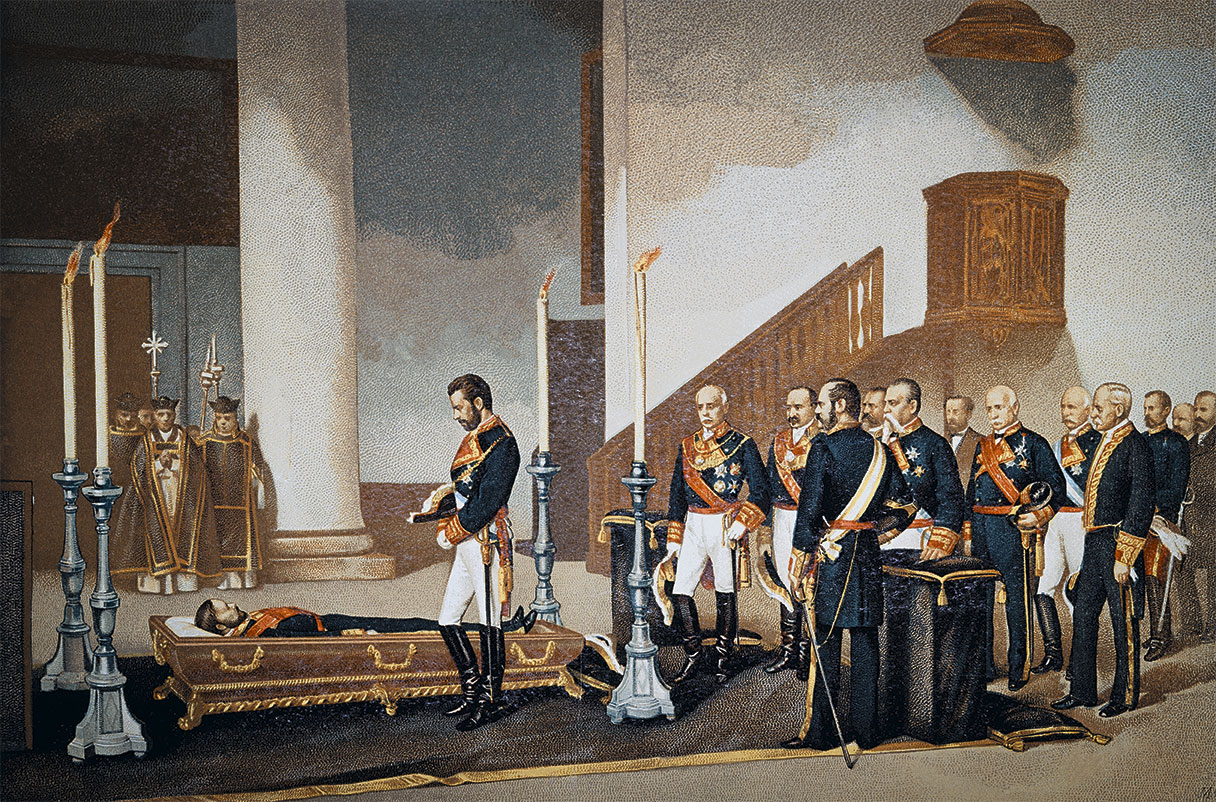
Amadeu I davant el fèretre del general Prim. Obra pel pintor alacantí Antoni Gisbert el 1870.

Prim va oferir la corona al duc d'Aosta, fill del rei d'Itàlia, i a Leopold de Hohenzollern, que van rebutjar l'oferta. Llavors Prim va oferir la corona a un nebot del rei d'Itàlia, el duc de Gènova, i va comptar amb el suport de Topete a canvi de prometre-li que el rei es casaria amb una de les filles de Montpensier. La candidatura va ser votada en Corts obtenint 128 vots contra 52. Però el duc de Gènova finalment va rebutjar el tron. Va proposar Prim la independència de Cuba si així ho decidia el poble cubà en referèndum, una amnistia per als patriotes cubans, i una compensació a Espanya garantida pels Estats Units. El projecte, que hagués sanejat la Hisenda, va trobar forta oposició i mai es va portar a terme. Prim va oferir la corona a Espartero, duc de la Victòria, tot i saber que la rebutjaria, com així va ocórrer. Es va tornar a insistir amb el príncep de Hohenzollern que finalment va acceptar si era votat per dos terços de les Corts (Prim havia fet aprovar una llei que requeria majoria absoluta, però el príncep fins i tot la va considerar insuficient) però, per un error, l'acceptació del príncep va arribar quan ja les Corts havien tancat. L'oposició francesa, de l'altra part, va fer que el príncep no renovés la seva acceptació i renunciés a la candidatura. Prim va tornar a oferir la corona a Amadeu, duc d'Aosta, qui va posar com a condició la conformitat de les potències europees, i aconseguida aquesta, va acceptar. El 26 de novembre de 1870 Amadeu (conegut generalment com a Amadeu de Savoia) era elegit per 191 vots com rei (Amadeu I d'Espanya). El 27 de desembre va sortir Amadeu cap a Espanya.

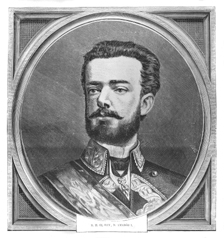
Amadeu I d'Espanya

Amadeu I d'Espanya (Torí, Itàlia 30 de maig de 1845 - Regne de Sardenya-Piemont, 18 de gener de 1890). Príncep d'Itàlia de la casa de Savoia amb el tractament d'altesa reial que esdevingué rei d'Espanya des de 1871 fins a 1873 a conseqüència de ser elegit per les Corts del Sexenni Revolucionari.
Nascut a la ciutat de Torí el dia 30 de maig de 1845, essent el segon fill del rei Víctor Manuel II d'Itàlia i de l'arxiduquessa Adelaida d'Àustria. Amadeu era net del rei Carles Albert I de Sardenya i de l'arxiduquessa Maria Teresa d'Àustria-Toscana per via paterna mentre que per via materna ho era de l'arxiduc Rainier d'Àustria i de la princesa Elisabet de Savoia-Carignano.
Després de la Revolució de 1868 a Espanya es proclamà una monarquia constitucional, però hi hagué serioses dificultats, pel canvi de règim, a trobar un rei que acceptés el càrrec. Espanya en aquell temps era un país pobre i convuls. Finalment el 16 de novembre de 1870 amb el suport del sector progressista de les Corts i dels carlistes, Amadeu de Savoia és triat rei com Amadeu I d'Espanya, succeint a Isabel II.
La figura d'Amadeu era vista amb predilecció per la classe progressista espanyola. Fill d'un rei liberal anomenat el Galant Home que havia conduït la Unificació italiana a bon port. Finalment fou, després de moltes discussions, elegits el duc d'Aosta com a rei d'Espanya. Mentre Amadeu viatjà a Madrid per a prendre possessió del seu càrrec, el general Joan Prim, el seu principal valedor, mor assassinat. Després d'això Amadeu va tenir serioses dificultats a causa de la inestabilitat dels polítics espanyols, les conspiracions republicanes, els alçaments carlistes, el separatisme de Cuba, les disputes entre els seus propis aliats i algun intent d'assassinat. Per tot això el seu regnat va durar tres anys. Va abdicar per iniciativa pròpia l'11 de febrer de 1873, tornant a Itàlia on va assumir el títol de duc d'Aosta. A la seva marxa es va proclamar la Primera República Espanyola.

## Primera República Espanyola

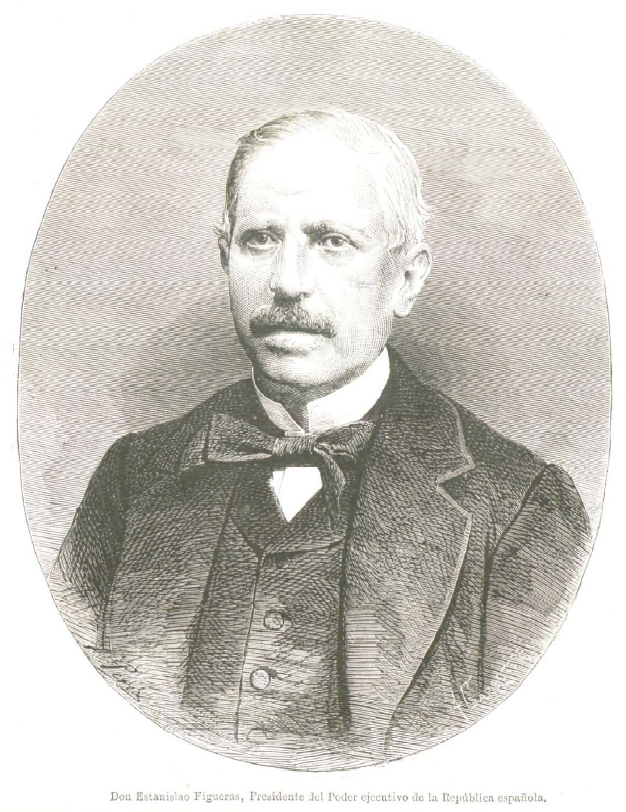
Estanislau Figueras, President Català de la Primera República Espanyola.

La Primera República Espanyola (febrer 1873 – gener 1874) va ser el primer període en la història d'Espanya en el qual l'elecció, tant del Cap d'Estat com del Cap de Govern era democràtica. El rei Amadeu I d'Espanya abdicà el 10 de febrer de 1873. Al mateix temps el poble de Madrid va prendre els principals punts de la ciutat en suport dels diputats republicans que aconseguiren l'endemà la proclamació de la República. El republicanisme està dividit entre els que volen una República unitària (un únic govern per a tot el país) i els que volen la República federal (estats autònoms que es posen d'acord per a crear un Estat de rang superior). Des de febrer fins a juny, la presidència recau sobre Estanislau Figueras, home relativament feble, a qui donen suport els unitaris. Al juny, les Corts Constituents, que preparen una nova Constitució Republicana Federal, nomenen de President Francesc Pi i Margall (republicà federal). Aquest resultà un valuós intel·lectual i capaç home d'estat però que es va veure sobrepassat pels esdeveniments.
Fins al 1931 els republicans espanyols celebraven l'11 de febrer l'aniversari de la Primera República; posteriorment la commemoració es va traslladar al 14 d'abril, aniversari de la proclamació de la Segona República, dia que entre 1932 i 1938 va ser festa nacional.

## Restauració monàrquica
La Restauració borbònica fou el període de la Història d'Espanya comprès entre el pronunciament del General Arsenio Martínez Campos el 1874 que posà fi a la Primera República Espanyola, i la proclamació de la Segona República el 14 d'abril de 1931.
El pronunciament de Martínez Campos el 1874 restablí la Monarquia Espanyola i la dinastia borbònica en el fill d'Isabel II, el rei Alfons XII d'Espanya. El període es caracteritza per una certa estabilitat institucional, la conformació d'un model liberal de l'Estat i la incorporació dels moviments socials i polítics, fruit de la revolució industrial, que comença la seva decadència amb la dictadura de Miguel Primo de Rivera en 1923.
La República espanyola es trobà amb un gran nombre de dificultats; en primer lloc, la gran majoria de polítics i de la població en desconfiaven mentre que la jerarquia eclesiàstica, els carlins i altres conservadors hi estaven clarament en contra; per altra banda, els camperols veieren en la República la possibilitat d'una reforma agrària, fet que els governs republicans ni es van plantejar, i els obrers sortiren a ocupar els carrers; a tot això cal afegir-hi a més a més, les confrontacions entre els republicans unitaris i els federalistes i cantonalistes així com l'intent de Catalunya de crear un Estat Català dins de la República Federal Espanyola.
Com a resultat, el gener de 1874, Manuel Pavía va fer un pronunciament lliurant el poder al general Francisco Serrano, qui governà de forma dictatorial durant 12 mesos; finit aquest temps, Arsenio Martínez-Campos Antón, realitzà un cop d'Estat a Sagunt, i el 29 de desembre de 1874 es proclamà rei Alfons XII, fill d'Isabel II, amb què es tornava a la monarquia borbònica que va iniciar l'època de la Restauració.

## Revolució Industrial de Catalunya

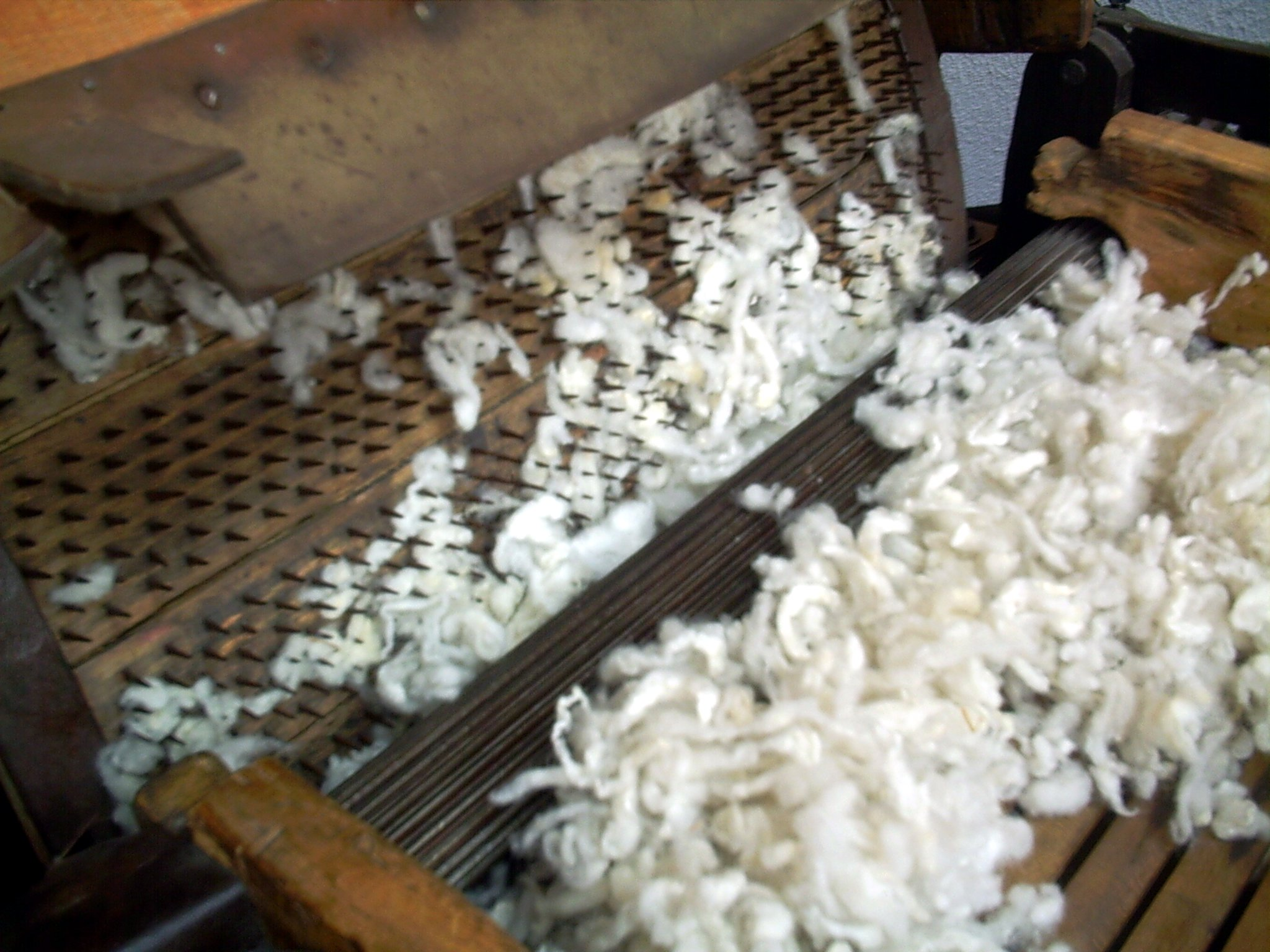
Cotó en una obridora a l'antiga fàbrica tèxtil del Vapor Aymerich, Amat i Jover, ara seu del Museu de la Ciència i de la Tècnica de Catalunya a Terrassa

La Revolució Industrial de Catalunya, o l'era del vapor, es va produir entre 1840 i 1891, fet que va convertir Catalunya en un dels territoris de major dinamisme industrial i va incorporar-se al grup reduït de les regions europees que van assolir abans del 1860 uns nivells d'industrialització elevats. La Revolució Industrial va ser possible per la renaixença econòmica que va experimentar la societat i l'economia catalana durant el segle xviii.
L'augment de la demanda i la transformació del sistema productiu, amb una mobilització important d'iniciativa, treball i capital van ser elements centrals.
Durant la primera etapa del procés d'industrialització, des de l'acabament de la Revolució Liberal fins a la virada nacionalista del capitalisme espanyol (1891), les relacions econòmiques amb la resta d'Estat espanyol es van intensificar molt decididament. La integració econòmica va progressar al mateix temps que es va avançar en la unificació de l'àmbit administratiu, fiscal i financer. El desenvolupament de les infraestructures modernes, especialment gràcies a la construcció de la xarxa ferroviària, va incentivar aquesta dinàmica.
El creixement econòmic català va ser resultat, en gran part, de la ràpida integració a l'economia espanyola. Les vendes dels productes de la nova indústria van conformar el corrent més actiu d'aquestes relacions. També van augmentar les connexions amb el mercat colonial de Cuba i Puerto Rico i, bé que de forma limitada, el tràfic amb la resta del món.

## Naixement del catalanisme cultural: La Renaixença

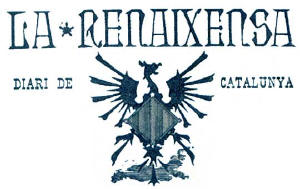
La capçalera de La Renaixensa fou dissenyada per Lluís Domènech i Montaner el 1880. Conjuga l'escut de Catalunya amb l'au Fènix.

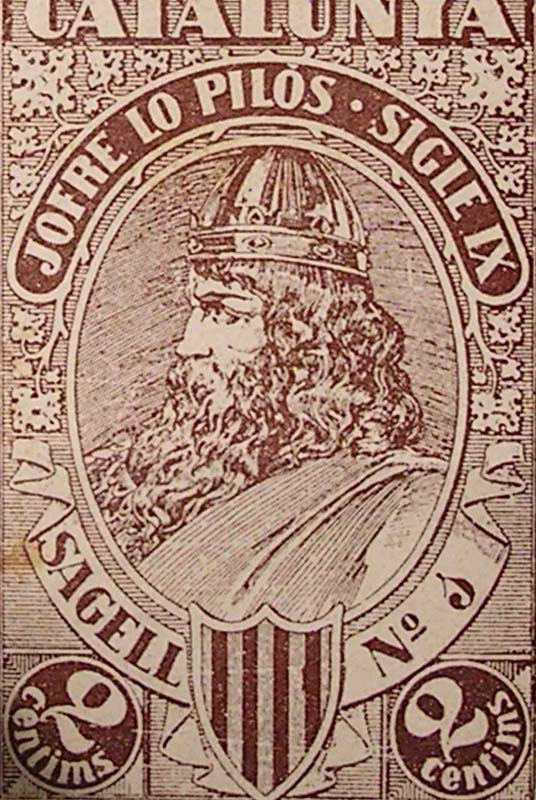
Segell de la Renaixença catalana dedicat a Guifré el Pilós.

La Renaixença és un moviment cultural català del segle xix. El seu nom sorgeix de la voluntat de fer renéixer el català com a llengua literària i de cultura després de segles de diglòssia respecte al castellà (període anomenat genèricament Decadència). És paral·lel a altres similars, com el Rexurdimento galego.
Sovint s'ha discutit l'oportunitat del terme Renaixença perquè comporta el seu antecessor, la Decadència; s'ha proposat la necessitat d'aprofundir en l'estudi d'aquesta mal anomenada Decadència; d'altra banda s'ha negat que sigui entesa com una època i se subratlla que és un moviment cultural que disposa d'estímuls inicials a la dècada compresa entre 1830 i 1840, però que es desenvolupa entre 1840 i 1880. Cada cop és més evident la urgència d'establir el moment en què s'empra de manera sistemàtica el mot Renaixença.
Els conceptes de llengua i pàtria queden equiparats per Herder en el romanticisme alemany. La Renaixença es consolida entorn d'una burgesia culta que troba en el romanticisme un interès pel propi passat. Es reivindica un passat gloriós durant la formació de les diferents nacions europees, a l'edat mitjana. En el transcurs del moviment que coneixem com Renaixença, s'utilitza poc aquest terme davant Renaixement, referint-se a la llengua, a la literatura i a la pàtria. El primer cop que hi ha constància de l'ús del terme és quan Pere de Rosselló realitza un discurs com a secretari dels Jocs Florals de 1869. El 1871, es fundà la revista quinzenal La Renaixensa, però en els seus articles es continua emprant el mot Renaixement per a referir-se a la pàtria i a les lletres catalanes.
Renaixença és el període literari que va des del final de la Decadència fins al Modernisme, emmarcat per un moviment cultural i de conscienciació nacionalista més ampli (abasta totes les manifestacions culturals), sorgit dins la burgesia arran de les transformacions provocades per la Revolució industrial.
La Renaixença s'identifica clarament amb el redreçament cultural català i, sobretot, amb la recuperació de la seva llengua.
| «               | Intent de recuperar-i definir- una consciència nacional catalana i, alhora, d'adaptar algun dels corrents més vius de la cultura europea. L'intent es realitza en tots els camps de creació i posa en joc ideologies sovint oposades. | » |
| — Joaquim Molas | |   |

## Naixement del catalanisme polític

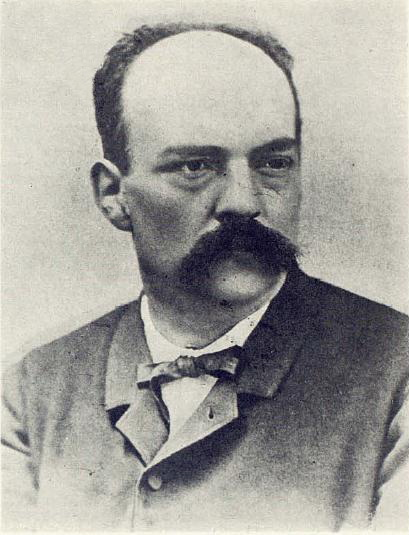
Valentí Almirall, considerat com el fundador del catalanisme polític.

El segle xix veu també la primera vertebració del catalanisme com un moviment polític. En aquest procés, hi destacaren tres sectors principals:
- El Republicanisme federal. Liderat per Valentí Almirall amb la publicació del Diari Català i l'obra Lo Catalanisme.
- L'Església, a través del moviment encapçalat per Torras i Bages i la col·laboració de Jacint Verdaguer. La publicació més destacada d'aquest període és La Veu del Montserrat.
- Els intel·lectuals, mitjançant el grup liderat per Àngel Guimerà i la revista La Renaixensa.

El 1880 té lloc el Primer Congrés Catalanista. Reclamen una escola en llengua catalana per transmetre la cultura i la llengua. Aquesta demanda té una primera resposta el 1882 amb la creació del Centre Català, constituït per Valentí Almirall. El 1883 es reuneixen al Segon Congrés Catalanista, donant pas al primer acte oficial en català: el Memorial de greuges. Es tracta d'un escrit demanant al rei, Alfons XII, certs privilegis polítics. Els components del Centre Català volien aconseguir el suport de la burgesia, però això fou inviable. La burgesia no feia seu el català medievalitzant que parlaven i fins i tot sorgí un moviment anomenat La Renaixença popular, burlant-se d'aquells sectors més cultes.
Veient que no aconseguien el suport de la burgesia, els integrants del grup de La Renaixensa se separaren del Centre Català i crearen la Lliga de Catalunya, aconseguint així el suport que cercaven. El 1888, aprofitant la visita de la Reina regent a Barcelona per l'Exposició Universal, redacten el Missatge a la Reina Regent, demanant autonomia política per Catalunya.
El 1891 es fundà la Unió Catalanista, però no es presentaren a les eleccions, ja que ho veuen absurd per les manipulacions caciquistes i les tupinades. Aquest partit redactà les Bases de Manresa, un programa d'autonomia política per Catalunya. Àngel Guimerà pronuncià un discurs demanant el català com a llengua oficial i tot seguit, la burgesia retirà el seu suport a aquest partit per identificar la demanda de la llengua oficial amb el republicanisme.

### El federalisme

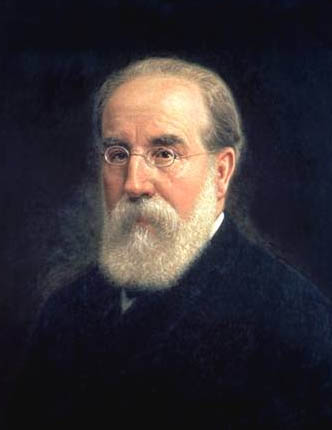
Francesc Pi i Margall

Paral·lelament al rebrot del catalanisme, arreu de l'Estat sorgeix una nova manera d'entendre l'Estat Espanyol: el federalisme.
Francesc Pi i Margall, un català instal·lat a Madrid i un dels presidents de la Primera República Espanyola fou el gran ideòleg del federalisme a l'Estat Espanyol, que definia que només el pacte federal lliurement establert entre les diverses regions espanyoles podia garantir el respecte total a la realitat plural de l'Estat.
A Catalunya, en canvi, el federalisme va ser una de les cares que va adoptar el catalanisme polític. Una ideologia populista i interclassista, que estava estretament relacionada amb els inicis del moviment obrer. El federalisme català va viure una època gloriosa: el Sexenni Revolucionari. Durant aquest període es va produir una divisió entre federalistes, els moderats i els radicals. Ambdós eren partidaris de la federació, però els radicals exigien com a pas previ a la igualtat la independència, per tal de poder decidir lliurement la federació posterior. Els moderats preferien un federalisme impulsat des del govern central.
El 1873, arran de la proclamació de la Primera República Espanyola, un grup de federals intransigents van intentar, des de la Diputació de Barcelona, proclamar l'Estat Català.

### Valentí Almirall i el Congrés Catalanista del 1880

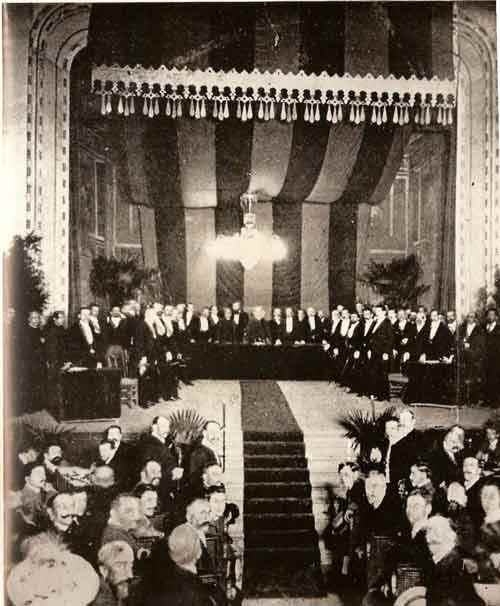
Inauguració del Primer Congrés Internacional de la Llengua Catalana.

En aquesta etapa inicial del catalanisme polític, la personalitat més notòria és Valentí Almirall, qui participà activament en la vida política al costat dels federals intransigents o radicals oposant-se al centralisme, l'oligarquia i l'especulació. Almirall pretenia regenerar Catalunya de manera que repercutís a la resta de l'Estat, que imaginava com una associació de pobles a manera de la Corona d'Aragó.
Almirall va intentar unir les dretes i les esquerres catalanistes, però no ho va aconseguir perquè existien massa divergències entre els dos corrents. Va impulsar el Primer Congrés Catalanista, que es va celebrar el 1880, en el que es conjuntaren els diferents grups catalanistes: el federalisme republicà i el corrent apolític, el literari, el propulsor dels Jocs Florals i de la revista La Renaixensa [sic], però les tendències esquerranes d'Almirall va fer que el grup de La Renaixensa abandonés el Congrés i trenqués l'entesa. Tot i això, el Congrés va prendre tres acords cabdals: crear una entitat aglutinadora del catalanisme – el Centre Català -, el començament de gestions per constituir l'Acadèmia de la Llengua Catalana – que tindrà una curta vida -, i la redacció d'un document en defensa del català.
Posteriorment, Valentí Almirall impulsà el Segon Congrés Catalanista, que es va declarar partidari de la cooficialitat del català a Catalunya, va proclamar l'existència de Catalunya com a realitat per sobre de divisions administratives i va condemnar la militància de catalanistes a partits d'àmbit estatal. Aquest últim fet impulsà la creació de partits d'àmbit únicament català, inexistents fins al moment. L'època gloriosa del Centre Català i d'Almirall va culminar amb el Memorial de Greuges i la publicació de Lo Catalanisme.
El 1887, després de ser derrotat a les eleccions a la Junta Directiva el Centre Català, el sector més conservador es va escindir i, junt amb un grup d'universitaris anomenat Centre Escolar Catalanista van crear la Lliga de Catalunya, els dirigents la qual, més tard es van integrar en un altre partit polític català, la Lliga Regionalista. Partint de la seva iniciativa es va crear la Unió Catalanista, que englobava diverses entitats unides pel catalanisme, dividits en dues tendències: la gent de ‘La Renaixensa', més culturalista i apolítica; i la Lliga de Catalunya, més partidària de participar en la vida política. Els catalanistes d'esquerres, Almirall i els federalistes, no en formaven part. La Unió Catalanista va convocar una assemblea a Manresa el 1892, on es va congregar bona part de la burgesia catalana conservadora. En aquesta assemblea es van aprovar les ‘Bases per la Constitució Regional Catalana', més conegudes com a ‘Bases de Manresa'. Aquestes bases marcaven les pautes a seguir per una futura ‘Constitució regional catalana', és a dir, un Estatut. Aquestes bases expressen els plantejaments del regionalisme conservador i tradicionalista oposat al sistema parlamentari basat en el sufragi universal. La posterior actuació de la Lliga Regionalista es fonamenta en aquestes bases.